# Miles Fitzalan-Howard, 17. Duke of Norfolk

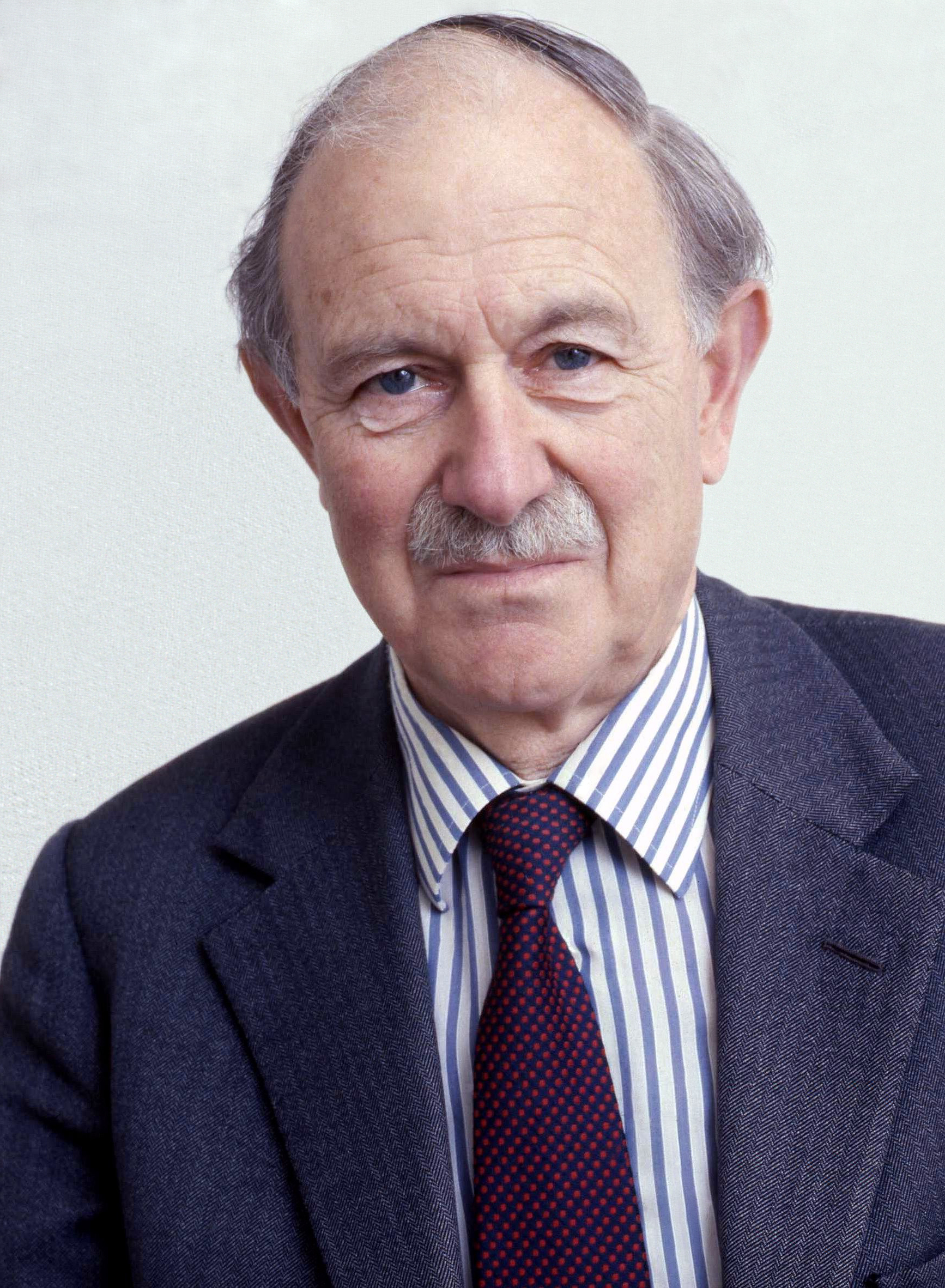
Miles Fitzalan-Howard, 17. Duke of Norfolk, 1985

Miles Francis Stapleton Fitzalan-Howard, 17. Duke of Norfolk KG GCVO CB CBE MC (* 21. Juli 1915 in London; † 24. Juni 2002 in Hambleden) war ein britischer Peer, Politiker und Militär.

## Leben
Er war der älteste Sohn des Bernard Edward Fitzalan-Howard, 3. Baron Howard of Glossop, aus dessen Ehe mit Mona Tempest Stapleton, 11. Baroness Beaumont.

### Militärische und politische Laufbahn
Fitzalan-Howard besuchte das Ampleforth College und studierte am Christ Church College der University of Oxford. Danach trat er als Second Lieutenant der Grenadier Guards in die British Army ein. Im Zweiten Weltkrieg diente er in Frankreich, Nordafrika, Sizilien und Italien. 1944 wurde er mit dem Military Cross (MC) ausgezeichnet.
Nach dem Krieg wurde er mehrfach befördert und wurde 1958 Leiter der Britischen Militärmission bei den Sowjetischen Streitkräften in Deutschland. 1957 wurde er Divisionskommandeur der 1st Armoured Division und zum Major General befördert. 1967 verließ er dann den Militärdienst.
Beim Tod seiner Mutter erbte er 1971 deren Adelstitel als 12. Baron Beaumont und wurde auf diese Weise Mitglied des House of Lords. Als sein Vater 1972 ebenfalls starb, erbte er auch dessen Titel als 4. Baron Howard of Glossop. 1975 wurde er beim Tod seines Onkels dritten Grades, Bernard Fitzalan-Howard, 16. Duke of Norfolk, als dessen nächster männlicher Agnat schließlich auch 17. Duke of Norfolk. Mit diesem Dukedom waren nicht nur zahlreiche weitere nachgeordnete Adelstitel verbunden, sondern auch die erblichen feudalen Ämter eines Earl Marshals von England, eines erblichen Marshals und des Chief-Butlers von England auf ihn übergegangen. In der Funktion des Earl Marshals war er Vorsteher des College of Arms. Er wurde 1983 als Knight Companion in den Hosenbandorden und 1986 als Knight Grand Cross in den Royal Victorian Order aufgenommen.
Gemäß dem House of Lords Act 1999 ist der Duke of Norfolk aufgrund seiner Pflichten als Earl Marshal einer von nur zwei erblichen Peers, die automatisch in das House of Lords aufgenommen werden, ohne von der Gesamtheit der erblichen Peers gewählt zu werden (der andere ist der Lord Great Chamberlain). Das Amt übte er von 1975 bis zu seinem Tode 2002 aus.
Seine Würden, besonders das Amt des Earl Marshals, brachten es mit sich, dass er auch mehrere zivile Ehrenämter erhielt. So wurde er Ehrenmitglied (Honarable Fellow) von St. Edmunds House in Cambridge (1983), Ehrenmitglied (Honarable Bencher) von Inner Temple und Vorsitzender des Arundel-Castle Trustee (1985/86). Da er, wie die ganze Familie Howard, streng katholisch war, blieben auch Auszeichnungen der römisch-katholischen Kirche nicht aus: Er wurde Ritter des Souveränen Malteserordens und Ritter des Großkreuzes des Piusordens.

### Ehe und Nachkommen
Am 4. Juli 1949 heiratete er Anne Mary Teresa Constable-Maxwell (1927–2013), Tochter des britischen Fliegerasses im Ersten Weltkrieg Gerald Joseph Constable-Maxwell. Aus dieser Ehe gingen zwei Söhne und drei Töchter hervor. Als er 2002 starb, erbte sein ältester Sohn Edward seine Adelstitel.